# Arispe (Texas)
Arispe (también conocido como La Valley ) es un despoblado en el Condado de Hudspeth, Texas. 
La localidad fue fundada en 1885 alrededor de una estación de ferrocarril. En su momento de apogeo a principios del siglo XX, tenía cincuenta y siete residentes. 
Ahora la localidad es prácticamente un desierto, cruzada por la Interestatal 10 y la U.S. Route 80.